# 藤井翼
藤井 翼（ふじい つばさ、1990年2月23日 - ）は、富山県黒部市出身の元プロ野球選手（内野手）、高校野球指導者。

## 来歴・人物
2003年の日本シリーズがきっかけで、福岡ソフトバンクホークスと阪神タイガースのファンになった。富山県黒部市立桜井中学校3年時には全国中学軟式野球大会に出場し準優勝。
富山県立桜井高等学校3年時、第89回全国高等学校野球選手権大会に出場。初戦の東福岡高校戦では敬遠気味の球を打ちにいく（結果は内野ゴロ）など気迫を見せたが、チームは延長戦の末敗退。
北信越屈指の強打者として活躍し、富山県新記録となる高校通算39本塁打を放った。
2007年のドラフトで福岡ソフトバンクホークスから4巡指名を受け、契約金3000万円、年俸500万円（ともに推定）で入団した。
2009年は二軍で打率.189、2本塁打に終わり、10月31日に球団から戦力外通告を受け、同年12月2日に自由契約となった。球団側は育成選手としての再契約を打診したが、「僕の実力が足りなかった」として引退した。
2014年3月に学生野球資格を回復し、同月から母校の桜井高校野球部コーチになる。2017年7月末からは同部の監督に就任。

## 詳細情報

### 年度別打撃成績
- 一軍公式戦出場なし

### 背番号
- 65（2008年 - 2009年）